# Ranunculus strigillosus
Ranunculus strigillosus là một loài thực vật có hoa trong họ Mao lương. Loài này được Boiss. & HUET miêu tả khoa học đầu tiên năm 1856.